# Stefan Meller

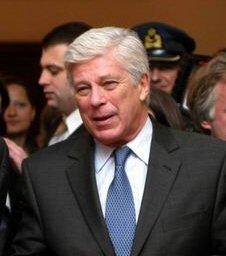
Stefan Meller

Stefan Meller (* 4. Juli 1942 in Lyon; † 4. Februar 2008 in Warschau) war ein polnischer Historiker und Diplomat. Vom 31. Oktober 2005 bis zum 9. Mai 2006 war er Außenminister Polens im Kabinett des Ministerpräsidenten Kazimierz Marcinkiewicz.
Meller stammte, gleich seinem Vorgänger Adam Daniel Rotfeld, aus einer polnisch-jüdischen Familie, die am Vorabend des Zweiten Weltkriegs nach Frankreich emigrierte, wo sein Großvater lebte, der 1943 von den Nazis deportiert und umgebracht wurde. Sein Vater schloss sich der Résistance an. Die Familie kehrte 1946 nach Polen zurück, wo er Geschichte an der Universität Warschau studierte. Von 1966 bis 1968 war er wissenschaftlicher Mitarbeiter des Polnischen Instituts für Internationale Angelegenheiten (Polski Instytut Spraw Międzynarodowych, PISM) in Warschau, anschließend Mitarbeiter der Warschauer Unifiliale in Białystok (1974–1981). Von 1981 bis 1984 fungierte er als Prorektor der Staatlichen Theaterhochschule in Warschau. Parallel dazu arbeitete er im publizistischen Bereich, unter anderem als langjähriger Mitherausgeber der wichtigsten populärwissenschaftlichen historischen Zeitschrift Polens, Mówią Wieki.
Seit Januar 1993 war er im Außenministerium als Vizedirektor, später als Direktor der Europa-Abteilung und Unterstaatssekretär beschäftigt. 1996 wurde er polnischer Botschafter in Frankreich. Nach einem erneuten einjährigen Aufenthalt im Warschauer Ministerium ernannte man ihn 2002 zum Botschafter in Russland. Nach knapp halbjähriger Amtszeit trat er Ende April 2006 von seinem Posten als Außenminister zurück, weil er mit dem Eintritt der Partei Samoobrona des Populisten und EU-Kritikers Andrzej Lepper in die Regierung nicht einverstanden war. Als Beiratsmitglied der Stiftung Genshagen setzte er sich für die deutsch-französisch-polnische Verständigung ein und hat das Weimarer Dreieck entscheidend mitgeprägt.
Meller war verwitwet und hatte drei Kinder. Er starb nach langer und schwerer Krankheit.
Sein Sohn Marcin Meller war Chefredakteur der polnischen Ausgabe des Playboy.

## Werke
- Rewolucja francuska 1789–1794. Społeczeństwo obywatelskie, 1983 (Französische Revolution 1789–1794. Zivilgesellschaft.)
- Kamil Desmoulins, Warschau 1982
- Pożegnanie z rewolucją, Chotomów 1991 (Abschied von der Revolution)
- Prawda ukryta czyli Tajemnice komuny, Warschau 1990 (Versteckte Wahrheit oder die Geheimnisse des Kommunismus)
- Rewolucja francuska 1789–1794, społeczeństwo obywatelskie, Warschau 1983 (Französische Revolution 1789–1794, bürgerliche Gesellschaft)
- Rewolucja w Dolinie Loary: miasto Chinon 1788–1798, Warschau 1987 (Revolution im Loire-Tal: die Stadt Chinon 1788–1798)
- Zaledwie minuta, Warschau 2006 (Knapp eine Minute)